# Lupo Alberto/Episodenliste
Diese Episodenliste enthält alle Episoden der italienischen Zeichentrickserie Lupo Alberto, sortiert nach der italienischen Erstausstrahlung, wurden 104 Episoden in 2 Staffeln ausgestrahlt.
In Deutschland wurden sie in 26 Episoden ausgestrahlt in 2 Staffeln.

## Staffel 1
| Nr. (ges.) | Nr. (St.) | Deutscher Titel                                                                         | Originaltitel                                                                                  | Erstausstrahlung (IT) | Deutschsprachige Erstausstrahlung (D) |
| ---------- | --------- | --------------------------------------------------------------------------------------- | ---------------------------------------------------------------------------------------------- | --------------------- | ------------------------------------- |
| 1          | 1         | Panik-Picknick / Fischzug / Ei Ei Ei / Der Babysitter                                   | Picnic / Sette in condotta / Fragile / Babysitting                                             | 1997                  | 3. Jan. 1999                          |
| 2          | 2         | Der Baum / Wo bleibt der Weihnachtsmann? / Schöne Bescherung! / Video im Winter         | L'albero / Tra due giorni è Natale / Regalo di Natale / La febbre del videoreporter            | 1997-1998             |                                       |
| 3          | 3         | Nachrichtenfieber / Der Silvesterknaller / Die Wintermacher / Der Schneemann            | Sottozero / Un minuto a mezzanotte / Senza neve che inverno è / Il pupazzo di neve             | 1997-1998             |                                       |
| 4          | 4         | Voodoo-Zauber / Paragrafenreiter / Lauter kleine Pfadfinder! / Herr des Waldes          | Vudù / La parola alla difesa / Sentieri selvaggi / La prova del fuoco                          | 1997-1998             |                                       |
| 5          | 5         | Der große Aufpasser / Hi, Roboter! / Das Pferderennen / Möge der Bessere gewinnen!      | Il grande occhio / Mekkano / La grande corsa / Vinca il migliore                               | 1997-1998             |                                       |
| 6          | 6         | Das Gemüsemonster / Angriff der Killer-Karotten / Job gesucht / Alberto der Alleskönner | Il gabinetto del dottor La Talpa / La notte degli ortaggi viventi / Lavoro cercasi / La finale | 1997-1998             |                                       |
| 7          | 7         | Liebe und Eifersucht / Tortenjagd am Valentinstag / La-Le-Lupo / Rotwölfchen            | Amore vuol dire gelosia / L'anello / Ninna nanna / Cappuccetto rosso                           | 1997-1998             |                                       |
| 8          | 8         | Star-Wolf / 2002: Odyssee im Acker / Wählt Wolfi! / McKenzle-Park, Hereinspaziert!      | Lupastro nello spazio profondo / Il ritorno / Vota Beppe / McKenzie Park                       | 1997-1998             |                                       |
| 9          | 9         | Der Spion, der mich liebte / Der große Knall / Verrückte Bazillen / Zahnarzt aus Liebe  | La spia spiata / Il giorno del giudizio / Bacilli imbecilli / Dentista per amore               | 1997                  |                                       |
| 10         | 10        | Ein verteufelter Vertrag / Jung und makellos / Der Wasserbaron / Wasser marsch!         | Il contratto / Giovani e belli / Il signore delle acque / Acqua e fuoco                        | 1997                  |                                       |
| 11         | 11        | Kein Benimm / Extrablatt – Extrablatt! / Krank aus Liebe / Eine Braut für Moses         | Sette in condotta / Il corriere del pollaio / L'infermeria / Una fidanzata per Mosè            | 1997                  |                                       |
| 12         | 12        | Versteckte Fallen / Ein Ersatz für Moses / Die Autobahn / Das Tagesmenü                 | Trappole nascoste / Il sostituto di Mosè / Autostrada / Il piatto del giorno                   | 1997-1998             |                                       |
| 13         | 13        | Die Turbo-Farm / Der Farm-Wettbewerb / Das große Buddeln / Ärger im Paradies            | La fattoria moderna / Il concorso / Condominio / Il giorno del giudizio                        | 1997-1998             |                                       |

## Staffel 2
| Nr. (ges.) | Nr. (St.) | Deutscher Titel                                                                                         | Originaltitel                                                                                               | Erstausstrahlung (IT) | Deutschsprachige Erstausstrahlung (D) |
| ---------- | --------- | --- | --- | --------------------- | ------------------------------------- |
| 14         | 1         | Alberto im Kittchen / Auf der Suche nach einem Rockstar / Der Asphaltdschungel / Geträller und Geschrei | Ingabbiato / Cercasi rockstar / Giungla di cemento / Gorgheggi e grida                                      | 2002                  | 2000er-Jahre                          |
| 15         | 2         | Der Gesangswettbewerb / Der Bumerang / Die Vogelscheuche / Der Campingbus                               | Sussurri e stecche / Boomerang / Gli spaventapasseri / Camper                                               | 2002                  |                                       |
| 16         | 3         | Der Mammutbaum / Frohe Weihnachten / Moses und das Mittagessen / Krokodilstränen                        | Il grande Orson / Natale con i fiocchi / Il pranzo di Mosè / Lacrime di coccodrillo                         | 2002                  |                                       |
| 17         | 4         | Ein ganz besonderer Dreh / Der Preis des Erfolgs / Der Lottoschein / Das Nervenbündel                   | Torte in faccia / Il prezzo del successo / Un biglietto per la felicità / Nervi scoperti                    | 2002                  |                                       |
| 18         | 5         | Außerirdische Gänse / Eine Freundin für Moses / Ein Hund dreht durch / Die Hyänen                       | McKenzie day / Appuntamento al buio / Isteria canina / Le Jene                                              | 2002                  |                                       |
| 19         | 6         | Briefmarkenjagd / Das Spiel ist aus / Der Riesenkürbis / Herz aus Gold                                  | Binari / Game over / Arriva il grande cocomero / Cuore d'oro                                                | 2002                  |                                       |
| 20         | 7         | Ferien im Grünen / Unerwartete Hilfe / Wer hat Angst vorm Bösen Wolf? / Die Unerschrockenen             | Vacanze al verde / La rumba del popone / Chi ha paura del lupo cattivo? / I temerari                        | 2002                  |                                       |
| 21         | 8         | Der Wilde Westen / Die Prüfung / Alberto der Dicke / Die letzte Vorstellung                             | Selvaggio West / Sotto esame / Lupastro, anzi, Grassone / Ultimo spettacolo                                 | 2002                  |                                       |
| 22         | 9         | Die Ballonfahrt / Henry mit dem bösen Blick / Wie geschmiert / Gelbes Gemüse                            | Palloni gonfiati / Enrico menagramo / Liscio come l'olio / Giallo vegetale                                  | 2002                  |                                       |
| 23         | 10        | Trautes Heim / Eitelkeiten / Achtung, Aufnahme! / Der Stempel                                           | Di casa ce n'è una sola / Soddisfatti e rimborsati / Ciak, si gira! / Il barboncino mannaro / Carta bollata | 2002                  |                                       |
| 24         | 11        | Moses und der Zaubertrank / Die Kraft der Liebe / Ohne Trick und Schwindel / Liebeskummer               | Il barboncino mannaro / La forza dell'amore / Senza trucco, senza inganno / Al cuor non si comanda          | 2002                  |                                       |
| 25         | 12        | Die Wetterstation / Amore, Amore / Reise in die Vergangenheit / Das Märchen von den Zähnen              | Aria di tempesta / That's amore / Ieri, oggi, domani / Il topino dei denti                                  | 2002                  |                                       |
| 26         | 13        | Lagerfeuergeschichten / Eine Frage der Klasse / Das Wiedersehen / Rache ist süß                         | Storia di Uccello / Questioni di classe / La rimpatriata / Bluff                                            | 2002                  |                                       |